# بوئنا ویستا (آریزونا)
بوئنا ویستا (به انگلیسی: Buena Vista) یک منطقهٔ مسکونی در ایالات متحده آمریکا است که در آریزونا واقع شده‌است. بوئنا ویستا ۹۲۷ متر بالاتر از سطح دریا واقع شده‌است.